# A Lucky Toothache
A Lucky Toothache è un cortometraggio muto del 1910 diretto da Frank Powell. Il soggetto è tratto dal racconto Cure for a Toothache di George Terwilliger, il cui nome appare per la prima volta nei credits di un film. Terwilliger avrebbe continuato la sua carriera non solo come sceneggiatore, ma anche come regista.

## Produzione
Il film fu prodotto dalla Biograph Company.

## Distribuzione
Distribuito dalla Biograph Company, il film - un cortometraggio della durata di sei minuti - uscì nelle sale cinematografiche statunitensi il 13 ottobre 1910. Nelle proiezioni, veniva programmato con il sistema dello split reel, accorpato in un'unica bobina con The Masher, un altro corto prodotto dalla Biograph.